# Sophocles (tragicus)

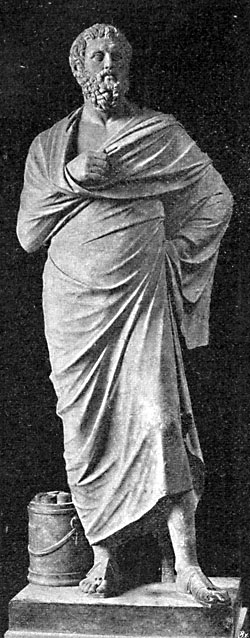
Sophocles in himation. Romeinse marmeren kopie van een Grieks origineel.

Sophocles (Oudgrieks: Σοφοκλῆς) (Colonus, 496 v.Chr. – Athene, 406 v.Chr.) was een van de drie grote Attische tragediedichters, naast Euripides en Aeschylus, van wie toneelstukken bewaard zijn gebleven. Zijn eerste stukken dateren van na Aeschylus en eerder dan of gelijktijdig met die van Euripides. Sophocles schreef 123 toneelstukken, waarvan er slechts zeven volledig bewaard zijn gebleven: Aias, Antigone, Vrouwen van Trachis, Koning Oedipus, Elektra, Philoctetes en Oedipus in Colonus. Gedurende bijna vijftig jaar was hij de meest gelauwerde toneelschrijver in de dramacompetities van de stadstaat Athene die plaatsvonden tijdens de religieuze festivals. Hij deed mee aan dertig competities, won er achttien en eindigde nooit lager dan tweede. Aeschylus won veertien competities en werd soms door Sophocles verslagen, en Euripides won er vijf.
De bekendste tragedies van Sophocles hebben Oedipus en Antigone als hoofdpersonages: zij staan algemeen bekend als de Thebaanse spelen, hoewel elk in werkelijkheid onderdeel uitmaakte van een andere tetralogie waarvan de andere onderdelen verloren zijn gegaan. De invloed van Sophocles op de ontwikkeling van het drama bestaat met name uit de toevoeging van een derde acteur, hetgeen het gewicht van het koor in de presentatie van het plot verminderde. Ook is de karakterontwikkeling bij hem verder doorgevoerd dan bij eerdere toneelschrijvers als Aeschylus.

## Levensloop
Sophocles werd geboren in 496 v.Chr. te Colonus (een voorstad van Athene), als zoon van een rijke wapensmid. De jonge Sophocles kreeg een verzorgde opvoeding, zowel op sportief als op artistiek vlak.
Volgens de legende kreeg hij in 480 v.Chr. als jongen van zestien de leiding van het jongenskoor en trad op als steruitvoerder bij een overwinningsfeest na de Slag bij Salamis, volgens de legende onder het goedkeurend oog van Aeschylus, die een der gehuldigden was, terwijl intussen enkele kilometers verder op het eiland Salamis Euripides geboren werd.
In 468 v.Chr. nam hij voor het eerst deel aan de Dionysia of agon met een tetralogie. Hij won de hoofdprijs met het stuk Triptolemus. In totaal moet hij meer dan twintigmaal hebben deelgenomen, aangezien hij 123 stukken heeft geschreven en elke inzending uit vier stukken bestond. In die lange carrière zou hij mogelijk 24 keer de eerste prijs hebben behaald (in 458 ging de eerste prijs voor de laatste maal naar Aeschylus, en in 455 werd Euripides voor de eerste maal geselecteerd) en nooit lager dan tweede zijn geëindigd. Hij was de lievelingsauteur van het Atheense publiek.
Sophocles behoorde tot de hoogste kringen in Athene. Samen met onder anderen Herodotus (schrijver-historicus), Anaxagoras (filosoof), Hippodamus (architect), Phidias (beeldhouwer), Polygnotos (schilder) maakte hij deel uit van de artistieke en intellectuele kring rond Pericles.
Hij bekleedde enkele hoge politieke en militaire functies. In 443-442 was hij Hellenotamias (een van de tien beheerders van de Delisch-Attische Bondskas). In 441 v.Chr. kreeg hij samen met Pericles het opperbevel in een militaire campagne tegen Samos. Volgens zijn rivalen was dit een "beloning" voor zijn Antigone. Pericles zou een geringe dunk van zijn kwaliteiten als strateeg hebben en over hem gezegd hebben: 'Dichten kan hij best, maar geen legers leiden'.
In de periode 425-420 bekleedde hij religieuze functies. Onder andere als priester van Asklepios stelde hij zijn huis ter beschikking van de eredienst, in afwachting van de voltooiing van het nieuwe heiligdom voor Asklepios. Hij componeerde ook een cultuslied ter ere van Asklepios. In 413 v.Chr., tijdens de bestuurlijke crisis die was ontstaan na de Atheense nederlaag in Sicilië werd hij aangesteld als próboulos met bijzondere regeringsvolmachten.
Aan het einde van zijn leven werd een van zijn zonen jaloers op Sophocles' voorkeur voor zijn kleinzoon en probeerde de dichter wegens ouderdomsseniliteit onder toezicht te laten stellen. De negentigjarige Sophocles pareerde deze poging door voor de rechters 'uit het hoofd' een gedeelte van Oedipus te Colonus, zijn allerlaatste tragedie, voor te dragen. Volgens vertaler Emiel De Waele was deze zoon Iophon en ging het om een 'voorgelezen' fragment uit het stuk, waarna de rechters de eis om de dichter onmondig te verklaren afwezen.
Toen zijn rivaal Euripides in 406 v.Chr. stierf, zag men Sophocles in de rouw. Zelf overleed hij nog datzelfde jaar op de gezegende leeftijd van 90 jaar. Volgens de biografen, onder andere in de Souda, verslikte hij zich dodelijk toen hij tijdens een banket op verzoek declameerde uit zijn lievelingsstuk, de Antigone.

## Achtergrond
De traditie van de Atheense tragedie begon rond 550 toen Thespis de eerste spreker uit het koor afzonderde. Rond diezelfde tijd werd aan de zuidkant van de Akropolis een heiligdom voor Dionysus opgericht. In 534 voegde Pisistratus drama toe aan de staatsfestivals van Athene. Rond 500 werden de dramavertolkingen verplaatst van de Agora naar het terrein van Dionysus. In 470 voerde Aeschylus de belangrijke vernieuwing in van een tweede acteur.

## Werk
Sophocles heeft in zijn hele carrière 123 stukken geschreven, waarvan slechts zeven bewaard zijn gebleven. Onder het verloren gegane deel bevonden zich niet alleen toneelstukken, maar ook treurliederen en zegezangen, en 'een prozaverhandeling over de rol van het koor in het treurspel'.
Sophocles breidde het aantal koorleden uit van twaalf naar vijftien en voerde de derde toneelspeler in. Ook gebruikte hij als eerste beschilderde decors. Anders dan zijn voorganger Aeschylus zijn de tetralogieën van Sophocles zelfstandige stukken. Ook is bij hem de intrige veel ingewikkelder en komt op het dramatisch hoogtepunt een peripeteia of plotselinge ommekeer, meestal van hoop en verwachting naar ondergang.
Het grootste deel van zijn oeuvre kwam tot stand tijdens de sombere oorlogsjaren van de Peloponnesische Oorlog, waarvan de actualiteit hem weleens inspireerde. Zo kwam bijvoorbeeld zijn beroemde Koning Oedipus tot stand na de pestepidemie die de Atheense bevolking decimeerde. In 407-6 kwam zijn allerlaatste werk tot stand, Oedipus te Colonus (het stuk werd pas postuum uitgevoerd in 401).
Zijn werk wordt gekenmerkt door een grote natuurlijkheid en vertoont minder pathos dan de stukken van Aeschylus en Euripides. Bij Sophocles staat de mens als individu meer centraal. Hij is verantwoordelijk voor zijn eigen keuzes. Soms wordt hij misleid en komt het inzicht te laat. Vaak werkt de auteur ook met contrasterende personages.
Sophocles droeg blijkbaar zijn literair talent over op zijn nakomelingen. Zijn zoon Iophon was óók treurspeldichter evenals een (buitenechtelijke) kleinzoon Sophocles 'de Jongere', die openlijk zijn volle sympathie genoot.

## Thematiek
Volgens classicus Hein van Dolen heeft Sophocles 'de kwetsbaarheid van het menselijke geluk' laten zien. De hoofdfiguren bewerken vaak hun eigen ondergang door hun hardnekkigheid, maar deze instelling 'getuigt tegelijk van een adeldom die in hun noodlot en afschuwelijke leed onveranderd blijft: tot op het laatst dwingen ze respect af.' Euripides liet de mensen zien zoals ze zijn en Sophocles zoals ze moeten zijn.

## Waardering
Sophocles werd in zijn eigen tijd en later door velen beschouwd als de ideale toneelschrijver. Aristoteles beschouwde zijn Koning Oedipus als het beste stuk ooit geschreven. Volgens Bartelink is de harmonie die uit de werken spreekt typerend voor Sophocles. Zijn taal is 'soepel en harmonieus' en de 'heroïsche en majestueuze karakters zijn scherp getekend.' Ook Van Dolen prijst de 'allure' van zijn stijl met 'prachtige, vloeiende verzen.'

## Nederlandse vertalingen
De werken van Sophocles zijn veelvuldig in het Nederlands vertaald. Recente vertalingen van het volledige werk zijn die van Emiel De Waele uit 1987 en Jan Pieters uit 1989. Gerard Koolschijn, Hein van Dolen en Johan Boonen hebben elk verschillende stukken in het Nederlands overgezet die op de planken zijn gebracht.
Enkele Nederlandse uitdrukkingen zijn al te vinden bij Sophocles: 'ongeschreven wet', 'fouten maken is menselijk'.